# つくば市立筑波東中学校

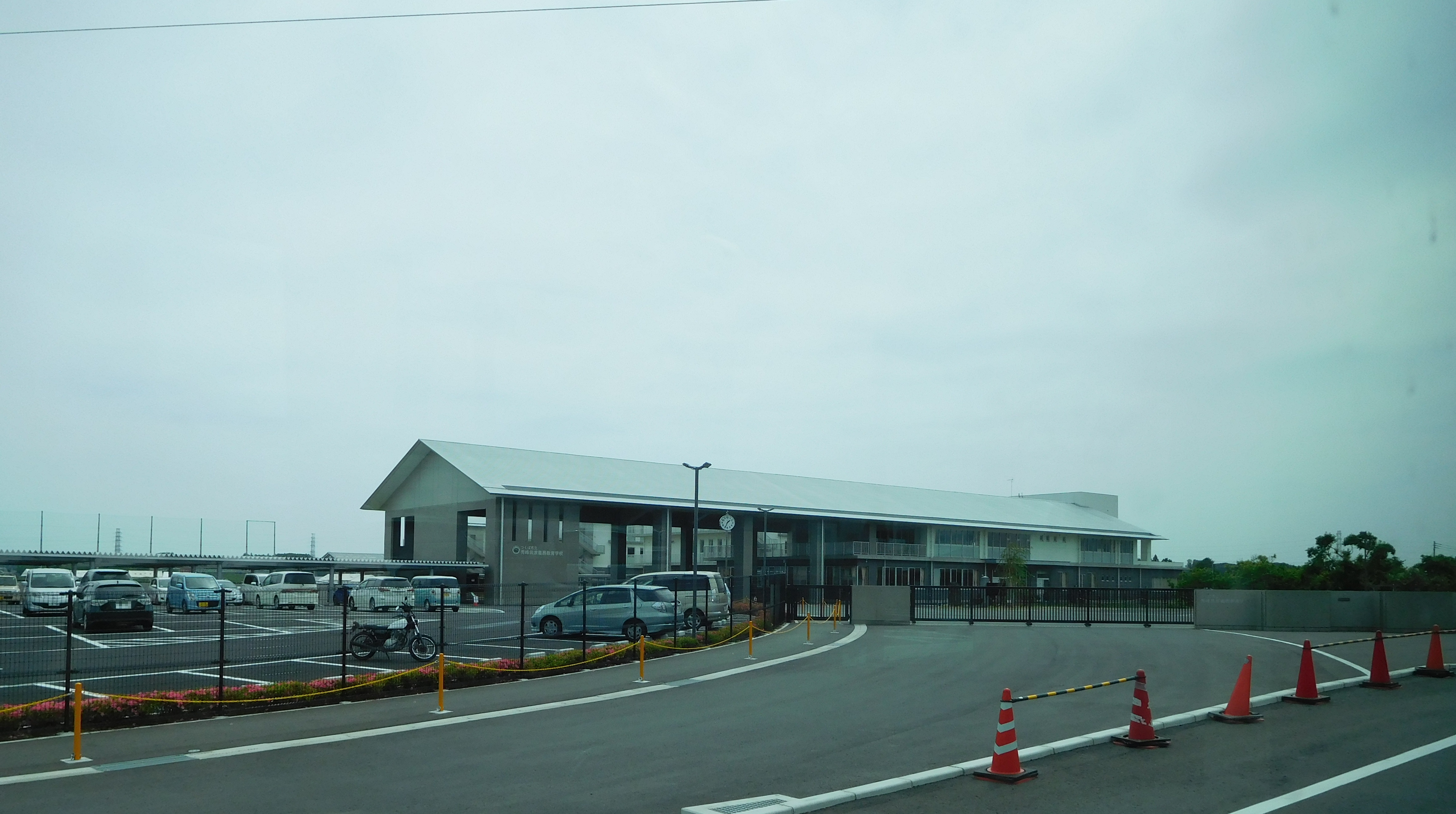
2017年9月から閉校まで使用された校舎（現・秀峰筑波義務教育学校）

つくば市立筑波東中学校（つくばしりつ つくばひがしちゅうがっこう）は、茨城県つくば市北条にあった公立中学校。つくば紫峰学園として小中一貫教育を行い、中学1年生は7年生、中学3年生は9年生と呼ばれた。学校教育目標は郷里を尊び未来に生きる人間教育の創造であった。
2018年（平成30年）3月末をもって廃校となり、周辺の8校と統合したつくば市立秀峰筑波義務教育学校が新設された。

## 沿革
- 1966年（昭和41年）4月1日 - 筑波町立北条中学校、田井中学校を統合して筑波町立東中学校を創設
- 1967年（昭和42年）
  - 2月20日 - 筑波町立筑波東中学校と改称。この日を創立記念日と定める。
  - 4月1日 - 小田中学校を統合
- 1968年（昭和43年）
  - 4月1日 - 筑波中学校を統合
  - 8月28日 - 校舎竣工
- 1970年（昭和45年）
  - 3月31日 - 体育館竣工
  - 5月17日 - 校歌制定
- 1988年（昭和63年）1月31日 - 町村合併により、つくば市立筑波東中学校と改称
- 1994年（平成6年）3月1日 - 武道場竣工
- 2006年（平成18年）11月29日 - 創立40周年教育講演会
- 2008年（平成20年）10月26日 - 体育館床張替工事完了
- 2009年（平成21年）8月31日 - 校舎耐震工事完了
- 2010年（平成22年）11月30日 - 体育館耐震工事完了
- 2012年（平成24年）4月1日 - つくば紫峰学園筑波東中学校と改称（条例上の校名は「つくば市立筑波東中学校」のまま）
- 2015年（平成27年）8月8日 - 創立50周年記念事業（夏祭り）
- 2016年（平成28年）- 創立50周年、つくば市立紫峰学園筑波東中学校と改称（条例上の校名は「つくば市立筑波東中学校」のまま）
- 2017年（平成29年）9月1日 - つくば市北条4160番地から、つくば市北条5073番地（秀峰筑波義務教育学校となる校舎）に移転[1]
- 2018年（平成30年）4月 - 筑波東中学校と、中学校1校及び小学校7校（筑波西中学校、小田小学校、田井小学校、田水山小学校、作岡小学校、菅間小学校、筑波小学校、北条小学校）が統合し秀峰筑波義務教育学校となる
- 2019年（令和元年）11月6日〜11月7日 - 『絶対に笑ってはいけない青春ハイスクール24時!』で「県立ヘイポーお豆ヶ丘高校（豆高）」としてロケーション撮影が行われる。2019年12月31日放送。

## 学校行事
| - 4月 始業式・新任式・継志式(入学式)・修学旅行（3年）・避難訓練 - 5月 校内陸上・生徒総会・教育実習 - 6月 つくば市総合体育大会 | - 7月 地区懇談会・授業参観・職場体験・（茨城県南総合体育大会）・（茨城県総合体育大会） - 8月 学習チューター - 9月 体育祭・避難訓練・つくば市新人体育大会・茨城県南新人陸上競技大会 | - 10月 生徒会選挙・終業式・始業式・筑峰祭（文化祭） - 11月 - 12月 大掃除 | - 1月 宿泊学習（1年）・東京班別学習（２年）・避難訓練・新入生説明会 - 2月 授業参観 - 3月 3年生を送る会・卒業証書授与式・修了式・離任式 |

## 生徒会活動

### 生徒会
- 生徒会本部
- 学年生徒会

### 委員会
- 生活委員会
- 保健委員会
- 放送委員会
- 広報PR委員会
- 図書委員会
- 体育委員会
- 福祉委員会
- 整備委員会
- 給食委員会
- 緑化環境委員会

### その他（実行委員会等）
- 体育祭実行委員会
- 筑峰祭実行委員会
- スキー宿泊学習実行委員会
- 修学旅行実行委員会
- 選挙管理委員会

## 部活動

### 運動部
- 野球部
- サッカー部
- ソフトテニス部（女）
- バスケットボール部（男・女）
- バレーボール部（女）
- 卓球部
- 柔道部
- 剣道部

### 文化部
- 吹奏楽部
- 美術部
- ボランティア部

## 通学区域
つくば市立筑波小学校区・田井小学校区・北条小学校区・小田小学校区の全域。

### 主な出身小学校
- つくば市立筑波小学校
- つくば市立田井小学校
- つくば市立北条小学校
- つくば市立小田小学校
- つくば市立大形小学校(小田小に統合)
- つくば市立山口小学校(北条小に統合)
- つくば市立筑波第一小学校(筑波小に統合)

## 跡地利用
つくば市は、2021年（令和3年）6月25日のつくば市議会全員協議会の場で、跡地を自転車競技のBMXコースとして整備すると発表した。市内で活動する弱虫ペダルサイクリングチームの発案によるもので、校舎に更衣室や自転車整備スペース等を設け、最大380メートルのコースを造る予定である。
2023年11月3日に『筑波山ゲートパーク』としてオープンした。